# Аристакесов, Леон Газарович
Лео́н Газа́рович Аристаке́сов (настоящее имя — Лево́н Газа́рович Аристакеся́нц; 1 июня 1906, Баку — 12 февраля 1997, Москва) — советский оператор и режиссёр документального кино, фронтовой кинооператор в годы Великой Отечественной войны.

## Биография
Родился 19 мая (1 июня) 1906 года в Баку Бакинской губернии. Работал курьером, затем счетоводом на нефтепромыслах — там и попал в кино, снявшись в «Первой комсомольской» (1929) о молодёжи на нефтяных промыслах Каспия. Затем Центральным комитетом ВЛКСМ ССРА был направлен в Москву для учёбы в ГИКе.
 Окончив операторский факультет в 1935 году, стал оператором на киностудии «Азерфильм». С 1940 года — на Московской студии «Союздетфильм», работал вторым оператором в игровом кино.
С начала Великой Отечественной войны ушёл добровольцем в народное ополчение, но в августе 1941 года был отозван для участия во фронтовой киногруппе Закавказского фронта. По окончании боевых действий на Кавказе и в Крыму был привлечён к работе в тылу (фильм «Жила-была девочка»). С августа 1944 года — в киногруппе 2-го Украинского фронта, где снимал до конца войны.
С 1947 года — оператор на киностудии «Моснаучфильм», а затем и режиссёр. Отдавал предпочтение фильмам военной тематики, снимал сюжеты для киножурналов «Новости сельского хозяйства», «Новости строительства», «Наука и техника», «На стальных магистралях» и других.
Член ВКП(б) с 1940 года. Член Союза кинематографистов СССР с 1957 года.
Скончался 12 февраля 1997 года в Москве.

## Фильмография
Оператор
- 1930 — Дружба врагов (2-й оператор; не завершён)
- 1935 — Газ
- 1935 — Советские субтропики
- 1937 — Буйная ватага
- 1938 — Азербайджан на сельскохозяйственной выставке
- 1938 — Орденоносный Азербайджан
- 1940 — Двенадцатая весна / На рубеже Востока (совм. с. Д. Исмихановым)
- 1941 — Старый двор (2-й оператор)
- 1943 — Лермонтов (2-й оператор)
- 1944 — Жила-была девочка (2-й оператор)
- 1945 — Будапешт (совм. с группой операторов)
- 1945 — Освобождённая Чехословакия (совм. с группой операторов, в титрах не указан)
- 1947 — Береги шину
- 1947 — Подготовка ружейного стрелка
- 1947 — Слава Москве (совм. с группой операторов)
- 1950 — Путь к победе
- 1951 — Гимнастика миллионов
- 1953 — Великое прощание (совм. с группой операторов, нет в титрах)
- 1954 — Спортивное плавание
- 1958 — Вторая жизнь нефтяных скважин
- 1958 — Конный спорт
- 1958 — Лёгкая атлетика (совм. с Г. Могилевским; в титрах не указан)
- 1959 — Древесина должна служить века
- 1959 — Строители о Всемирной выставке 1958 года в Брюсселе
- 1959 — Строительные материалы на выставках в зарубежных странах
- 1960 — Биотоки в диагностике
- 1961 — Человек будет жить
- 1962 — Жилищное строительство за рубежом

Режиссёр
- 1959 — Машина будущего
- 1959 — Строители о Всемирной выставке 1958 года в Брюсселе
- 1959 — Строительные материалы на выставках в зарубежных странах
- 1962 — Жилищное строительство за рубежом

Сценарист
- 1959 — Строители о Всемирной выставке 1958 года в Брюсселе
- 1962 — Жилищное строительство за рубежом

## Награды и премии
- Орден Красной Звезды (9 июня 1945)[5]
- Сталинская премия третьей степени (1952) — за киножурнал «Новости сельского хозяйства» (1951; № 1—12)
- Заслуженный деятель искусств РСФСР (1987)[3]